# Eriosema welwitschii
Eriosema welwitschii är en ärtväxtart som beskrevs av Baker f. Eriosema welwitschii ingår i släktet Eriosema och familjen ärtväxter. Inga underarter finns listade i Catalogue of Life.